# 相馬勇紀
相馬 勇紀（そうま ゆうき、1997年2月25日 - ）は、東京都調布市出身のプロサッカー選手。Jリーグ・FC町田ゼルビア所属。ポジションはフォワード、ミッドフィールダー。日本代表。
中村屋創業者相馬愛蔵・相馬黒光夫妻の玄孫。妻はフリーアナウンサーの森山るり。

## 経歴

### プロ入り前
三菱養和SCユースから早稲田大学スポーツ科学部に進学（同期に小島亨介、冨田康平、岡田優希）。3年次には関東大学サッカーリーグ戦の2部でアシスト王に輝いた。2018年5月、2019年シーズンより名古屋グランパスへの加入が内定した。その後、特別指定選手として選手登録された。2018年8月11日、鹿島アントラーズ戦でデビューすると初アシストを記録。8月15日、第22節の横浜F・マリノス戦では2試合連続アシストで勝利に貢献した。11月6日、第28節（台風の影響での延期分）のセレッソ大阪戦ではJ1リーグ初得点を決めて勝利に貢献した。

### 名古屋グランパス
2019年に名古屋に正式加入。2月23日に行われた開幕戦のサガン鳥栖戦で途中出場でプロデビューを果たし、同試合でゴールを記録。
2019年8月、鹿島アントラーズに期限付き移籍で加入。8月10日、第22節の横浜F・マリノス戦で移籍後初出場を果たした。
2020年1月、名古屋グランパスに期限付き移籍から復帰。シーズン序盤は出場機会が限られたが、金崎夢生の負傷などもあり、後半戦は主力として活躍。

### カーザ･ピアAC
2023年1月20日、ポルトガル1部・プリメイラ・リーガのカーザ・ピアACに期限付き移籍することが発表された。1月29日、第18節CDサンタ・クララ戦に62分から出場し、75分には直接フリーキックを決め先制。その後追いつかれるも、アディショナルタイムに相馬のCKから味方が頭で合わせて勝ち越し弾をアシストし、この日1G1Aとチームの勝利に大きく貢献した。シーズン終了後、期限付き移籍を2024年6月30日まで延長することが発表された。

### 名古屋グランパス復帰
2024年7月11日、カーザ･ピアACでの期限付き移籍満了に伴い、名古屋グランパスへ復帰した。

### FC町田ゼルビア
2024年、夏の移籍期間の7月23日にFC町田ゼルビアへ完全移籍で加入した。

### 代表
2019年6月、トゥーロン国際大会に臨むU-22日本代表に選出された。大会では、3試合1得点の活躍でチームの準優勝に貢献し、大会ベストイレブンに選ばれた。
2019年12月にはEAFF E-1サッカー選手権2019に出場する日本代表に初選出され、12月10日の中国戦で代表初出場。
2021年6月22日、東京オリンピックに向けたU-24日本代表に選出された。7月、南アフリカ戦では地元・調布の味の素スタジアムで試合を行ったため、五輪での凱旋となった。
2022年7月19日、EAFF E-1サッカー選手権2022初戦の香港戦（FIFAランキング145位）で直接FKによる代表初ゴールを含む2ゴールを決めた。同年7月27日、韓国戦（FIFAランキング28位）で先制ゴールと2点目のアシストを決め、3ゴール2アシストの活躍で大会MVPと得点王に輝き、カタールW杯出場への望みを繋いだ。
2022年11月1日、2022カタールW杯に臨む日本代表に選出された。W杯前最後のテストマッチとなったカナダ戦では得点を挙げ、本大会でも活躍が期待されたが、出場は第2戦目のコスタリカ戦のみとなった。
2023年6月15日のエルサルバドル戦で右サイドバックとして途中出場すると、高精度のクロスで古橋亨梧のゴールをアシストした。
2023年6月20日、ペルー戦では後半16分から右サイドバックとして出場した。
2025年のEAFF E-1サッカー選手権の初戦、ホンコン・チャイナ戦ではキャプテンとして出場した。前半4分と10分にジャーメイン良のゴールをアシスト、前半20分に稲垣祥のゴールのアシストを記録する活躍をした。
第3戦の韓国戦ではキャプテンとして出場し、前半8分にジャーメイン良のゴールをアシストした。

## 人物
- 2021年8月28日、フリーアナウンサーである森山るりとの結婚を発表[23]。

## 所属クラブ
- 布田SC
- 三菱養和調布SS
- 三菱養和SC調布ジュニアユース（調布市立第三中学校）
- 三菱養和SCユース（東京都立調布南高等学校）
- 2015年 - 2018年 早稲田大学
  - 2018年 名古屋グランパス（特別指定選手）
- 2019年 - 2024年7月  名古屋グランパス
  - 2019年8月 - 同年12月  鹿島アントラーズ（期限付き移籍）
  - 2023年1月 - 2024年6月  カーザ・ピアAC（期限付き移籍）
- 2024年7月 -  FC町田ゼルビア

## 個人成績
| 国内大会個人成績 | 国内大会個人成績 | 国内大会個人成績 | 国内大会個人成績 | 国内大会個人成績 | 国内大会個人成績 | 国内大会個人成績 | 国内大会個人成績 | 国内大会個人成績 | 国内大会個人成績 | 国内大会個人成績 | 国内大会個人成績 |
| 年度             | クラブ           | 背番号           | リーグ           | リーグ戦         | リーグ戦         | リーグ杯         | リーグ杯         | オープン杯       | オープン杯       | 期間通算         | 期間通算         |
| 年度             | クラブ           | 背番号           | リーグ           | 出場             | 得点             | 出場             | 得点             | 出場             | 得点             | 出場             | 得点             |
| 日本             | 日本             | 日本             | 日本             | リーグ戦         | リーグ戦         | リーグ杯         | リーグ杯         | 天皇杯           | 天皇杯           | 期間通算         | 期間通算         |
| ---------------- | ---------------- | ---------------- | ---------------- | ---------------- | ---------------- | ---------------- | ---------------- | ---------------- | ---------------- | ---------------- | ---------------- |
| 2016             | 早大             | 7                | -                | -                | -                | -                | -                | 1                | 0                | 1                | 0                |
| 2018             | 名古屋           | 47               | J1               | 9                | 1                | 0                | 0                | -                | -                | 9                | 1                |
| 2019             | 名古屋           | 27               | J1               | 16               | 1                | 7                | 3                | 1                | 0                | 24               | 4                |
| 2019             | 鹿島             | 47               | J1               | 5                | 1                | -                | -                | -                | -                | 5                | 1                |
| 2020             | 名古屋           | 27               | J1               | 31               | 2                | 4                | 1                | -                | -                | 35               | 3                |
| 2021             | 名古屋           | 11               | J1               | 33               | 2                | 4                | 0                | 2                | 0                | 39               | 2                |
| 2022             | 名古屋           | 11               | J1               | 34               | 2                | 10               | 1                | 1                | 0                | 45               | 3                |
| ポルトガル       | ポルトガル       | ポルトガル       | ポルトガル       | リーグ戦         | リーグ戦         | リーグ杯         | リーグ杯         | ポルトガル杯     | ポルトガル杯     | 期間通算         | 期間通算         |
| 2022-23          | カーザ・ピア     | 24               | プリメイラ       | 18               | 2                | -                | -                | 1                | 0                | 19               | 2                |
| 2023-24          | カーザ・ピア     | 24               | プリメイラ       | 32               | 5                | 3                | 0                | 2                | 0                | 37               | 5                |
| 日本             | 日本             | 日本             | 日本             | リーグ戦         | リーグ戦         | リーグ杯         | リーグ杯         | 天皇杯           | 天皇杯           | 期間通算         | 期間通算         |
| 2024             | 名古屋           | 22               | J1               | 1                | 1                | 0                | 0                | -                | -                | 1                | 1                |
| 2024             | 町田             | 7                | J1               | 11               | 1                | 0                | 0                | -                | -                | 12               | 1                |
| 2025             | 町田             | 7                | J1               |                  |                  |                  |                  |                  |                  |                  |                  |
| 通算             | 日本             | 日本             | J1               | 140              | 11               | 25               | 5                | 4                | 0                | 169              | 16               |
| 通算             | 日本             | 日本             | 他               | -                | -                | -                | -                | 1                | 0                | 1                | 0                |
| 通算             | ポルトガル       | ポルトガル       | プリメイラ       | 50               | 7                | 3                | 0                | 3                | 0                | 56               | 7                |
| 総通算           | 総通算           | 総通算           | 総通算           | 190              | 18               | 28               | 5                | 8                | 0                | 226              | 23               |

| 国際大会個人成績 | 国際大会個人成績 | 国際大会個人成績 | 国際大会個人成績 | 国際大会個人成績 |
| 年度             | クラブ           | 背番号           | 出場             | 得点             |
| AFC              | AFC              | AFC              | ACL              | ACL              |
| ---------------- | ---------------- | ---------------- | ---------------- | ---------------- |
| 2019             | 鹿島             | 47               | 1                | 0                |
| 2021             | 名古屋           | 11               | 8                | 0                |
| 通算             | AFC              | AFC              | 9                | 0                |

- 2018年は特別指定選手

出場歴
- Jリーグ初出場 - 2018年8月11日 J1第21節・鹿島アントラーズ戦（豊田スタジアム）
- Jリーグ初得点 - 2018年11月6日 J1第28節・セレッソ大阪戦（ヨドコウ桜スタジアム）

## タイトル

### クラブ
三菱養和SCユース
- 日本クラブユースサッカー選手権 (U-18)大会：1回（2014年）

早稲田大学
- 関東大学サッカーリーグ戦1部：2回（2015年、2018年）
- 関東大学サッカーリーグ戦2部：1回（2017年）

名古屋グランパス
- Jリーグカップ：1回（2021年）

### 代表
東京都選抜
- 国民体育大会サッカー競技（2013年）

A代表
- EAFF E-1サッカー選手権：2回（2022年、2025年）

### 個人
- 関東大学サッカーリーグ戦2部・アシスト王（2017年）
- 関東大学サッカーリーグ戦1部・ベストイレブン（2018年）
- 関東大学サッカーリーグ戦1部・アシスト王（2018年）
- トゥーロン国際大会・ベストイレブン（2019年）
- EAFF E-1サッカー選手権・MVP（2022年）
- EAFF E-1サッカー選手権・得点王（2022年）

## 代表歴

### 出場大会
- U-22日本代表
  - トゥーロン国際大会（2019年）
- U-23日本代表
  - AFC U-23選手権（2020年）
- U-24日本代表
  - SAISON CARD CUP 2021
  - 2021年東京オリンピック
- 日本代表
  - EAFF E-1サッカー選手権（2019年、2022年、2025年）
  - キリンカップサッカー（2022年）
  - FIFAワールドカップ（2022年）
  - キリンチャレンジカップ（2023年）

### 試合数
- 国際Aマッチ 17試合 5得点（2019年 - ）

| 日本代表 | 国際Aマッチ | 国際Aマッチ |
| 年       | 出場        | 得点        |
| -------- | ----------- | ----------- |
| 2019     | 3           | 0           |
| 2022     | 6           | 4           |
| 2023     | 3           | 0           |
| 2024     | 2           | 1           |
| 2025     | 3           | 0           |
| 通算     | 17          | 5           |

### 出場
| No. | 開催日         | 開催都市         | スタジアム                         | 対戦国         | 監督   | 結果 | 大会                                   |
| --- | -------------- | ---------------- | ---------------------------------- | -------------- | ------ | ---- | -------------------------------------- |
| 1.  | 2019年12月10日 | 釜山             | 釜山九徳スタジアム                 | 中国           | 森保一 | ○2-1 | EAFF E-1サッカー選手権2019             |
| 2.  | 2019年12月14日 | 釜山             | 釜山九徳スタジアム                 | 香港           | 森保一 | ○5-0 | EAFF E-1サッカー選手権2019             |
| 3.  | 2019年12月18日 | 釜山             | 釜山アシアドメインスタジアム       | 韓国           | 森保一 | ●0-1 | EAFF E-1サッカー選手権2019             |
| 4.  | 2022年7月19日  | 鹿嶋             | 茨城カシマスタジアム               | 香港           | 森保一 | ○6-0 | EAFF E-1サッカー選手権2022             |
| 5.  | 2022年7月24日  | 豊田             | 豊田スタジアム                     | 中国           | 森保一 | △0-0 | EAFF E-1サッカー選手権2022             |
| 6.  | 2022年7月27日  | 豊田             | 豊田スタジアム                     | 韓国           | 森保一 | ○3-0 | EAFF E-1サッカー選手権2022             |
| 7.  | 2022年9月27日  | デュッセルドルフ | デュッセルドルフ・アレーナ         | エクアドル     | 森保一 | △0-0 | 国際親善試合                           |
| 8.  | 2022年11月17日 | ドバイ           | アール・マクトゥーム・スタジアム   | カナダ         | 森保一 | ●1-2 | 国際親善試合                           |
| 9.  | 2022年11月27日 | ライヤーン       | アフメド・ビン＝アリー・スタジアム | コスタリカ     | 森保一 | ●0-1 | 2022 FIFAワールドカップ                |
| 10. | 2023年6月15日  | 豊田             | 豊田スタジアム                     | エルサルバドル | 森保一 | ○6-0 | キリンチャレンジカップ2023             |
| 11. | 2023年6月20日  | 吹田             | パナソニックスタジアム吹田         | ペルー         | 森保一 | ○4-1 | キリンチャレンジカップ2023             |
| 12. | 2023年11月16日 | 吹田             | パナソニックスタジアム吹田         | ミャンマー     | 森保一 | ○5-0 | 2026 FIFAワールドカップ・アジア2次予選 |
| 13. | 2024年6月6日   | ヤンゴン         | トゥウンナ・スタジアム             | ミャンマー     | 森保一 | ○5-0 | 2026 FIFAワールドカップ・アジア2次予選 |
| 14. | 2024年6月11日  | 広島             | エディオンピースウイング広島       | シリア         | 森保一 | ○5-0 | 2026 FIFAワールドカップ・アジア2次予選 |
| 15. | 2025年7月8日   | 龍仁             | 龍仁ミルスタジアム                 | 香港           | 森保一 | ○6-1 | EAFF E-1サッカー選手権2025             |
| 16. | 2025年7月12日  | 龍仁             | 龍仁ミルスタジアム                 | 中国           | 森保一 | ○2-0 | EAFF E-1サッカー選手権2025             |
| 17. | 2025年7月15日  | 龍仁             | 龍仁ミルスタジアム                 | 韓国           | 森保一 | ○1-0 | EAFF E-1サッカー選手権2025             |

### ゴール
| #  | 開催日         | 開催都市 | スタジアム                       | 対戦国 | 結果 | 大会                                   |
| -- | -------------- | -------- | -------------------------------- | ------ | ---- | -------------------------------------- |
| 1. | 2022年7月19日  | 鹿嶋     | 茨城カシマスタジアム             | 香港   | ○6-0 | EAFF E-1サッカー選手権2022             |
| 2. | 2022年7月19日  | 鹿嶋     | 茨城カシマスタジアム             | 香港   | ○6-0 | EAFF E-1サッカー選手権2022             |
| 3. | 2022年7月27日  | 豊田     | 豊田スタジアム                   | 韓国   | ○3-0 | EAFF E-1サッカー選手権2022             |
| 4. | 2022年11月17日 | ドバイ   | アール・マクトゥーム・スタジアム | カナダ | ●1-2 | 国際親善試合                           |
| 5. | 2024年6月11日  | 広島     | エディオンピースウイング広島     | シリア | ○5-0 | 2026 FIFAワールドカップ・アジア2次予選 |